# Sandtjärnen, Bohuslän
Sandtjärnen är en sjö i Tanums kommun i Bohuslän och ingår i Enningdalsälvens huvudavrinningsområde. Sjön är 6 meter djup, har en yta på 0,04 kvadratkilometer och befinner sig 136 meter över havet.